# Massajsiska
Massajsiska (Crithagra buchanani) är en fågel i familjen finkar inom ordningen tättingar. Den förekommer i törnbuskmarker i östra Afrika. Beståndet anses vara livskraftigt. 

## Utseende och läte
Massajsiskan är en stor (14–15 cm) fink med mycket kraftig skäraktig näbb. Ovansidan är olivbrun, undersidan gul med streck på sidorna. Hanen är något mer färgglad än honan, med kraftigare streck undertill. Båda könen har gul övergump som syns tydligt i flykten. Arten liknar svavelsiskan, men skiljer sig på tydligt större näbb, streckad undersida och den gula övergumpen. Sången är kvittrig, ljus och varierande, ofta inkluderande härmningar från andra arter. Vanligaste lätet är ett glidande "sreeyu".

## Utbredning och systematik
Fågeln förekommer på savannen i södra Kenya och nordöstra Tanzania. Den behandlas som monotypisk, det vill säga att den inte delas in i några underarter.

### Släktestillhörighet
Tidigare placerades den i släktet Serinus, men DNA-studier visar att den liksom ett stort antal afrikanska arter endast är avlägset släkt med t.ex. gulhämpling (S. serinus).

## Levnadssätt
Massajsiskan hittas i torr törnsavann och törnbuskmarker. Den ses vanligen i par eller smågrupper.

## Status
Arten har ett stort utbredningsområde och beståndet anses stabilt. Internationella naturvårdsunionen IUCN listar den därför som livskraftig (LC).

## Namn
Fågelns vetenskapliga artnamn hedrar Angus Buchanan (1886-1954), skots upptäcktsresande, naturforskare och samlare av specimen verksam i Sahara 1919-1922.